# Gang Beasts
Gang Beasts ist ein Multiplayer-Beat-’em-up-Partyspiel, das vom britischen Indiestudio Boneloaf entwickelt und von Double Fine Presents veröffentlicht wurde. Ein Early-Access-Programm wurde im August 2014 für die PC-Plattformen gestartet. Das Spiel wurde am 12. Dezember 2017 für Windows, macOS, Linux und PlayStation 4 offiziell veröffentlicht. Es wurde am 27. März 2019 auch für Xbox One veröffentlicht.

## Spielprinzip
Gang Beasts ist ein Multiplayer-Beat-’em-up-Partyspiel, das in der fiktiven Metropole Beef City spielt. Dort treten gallertartige Charaktere gegeneinander an. Das Kern-Gameplay besteht darin, verschiedene körperliche Fähigkeiten einzusetzen, um Gegner zu schlagen oder zu treten, bis einer der Gegner niedergeschlagen ist. Der Gegner, der niedergeschlagen wurde, ist nicht völlig schutzlos: Er kann sich wehren.

## Rezeption
Bereits im Freeware-Alpha-Status sowie bei der Veröffentlichung im Steam-Early-Access stieß das Spiel auf positive Resonanz bei Kritikern und Fans.
Nach dem Early-Access-Programm erhielt Gang Beasts gemischte Bewertungen von Kritikern für PC und PlayStation 4. Bei Metacritic wurde die PlayStation-4-Version des Spiels mit einer Punktzahl von 67/100 bewertet, basierend auf acht Bewertungen.
Das Spiel wurde für „Excellence in Multiplayer“ bei den 2018 SXSW Gaming Awards, und für "Multiplayer" bei den 14th British Academy Games Awards nominiert.